# Pycnopogon nikkoensis
Pycnopogon nikkoensis är en tvåvingeart som beskrevs av Matsumura 1916. Pycnopogon nikkoensis ingår i släktet Pycnopogon och familjen rovflugor. Inga underarter finns listade i Catalogue of Life.